# Але, Робби
Роберт Энтони Але (англ. Robert Anthony Ale, род. 4 сентября 1973 года, Самоа) — самоанский регбист, выступавший на позиции пропа.

## Биография
Выступал за новозеландские команды, в первенстве провинций играл за команды Южного Кентербери, Таранаки и Уангануи. Дебютную игру провёл 28 июня 1997 года против Тонга в Апиа. Перед чемпионатом мира 1999 года заменил травмированного Фоси Пала’амо в составе сборной Самоа, на турнире сыграл 4 матча.